# How to Use SEXY
Albums de Maki Gotō
3rd Station
(2005) ONE (avex trax)
(2010)
Albums par Maki Gotō
Premium Best 1
(2005) Sweet Black (Sweet Black feat. Maki Goto)
(2009)
Singles
How to use SEXY (sic) est le 4e et dernier album original en solo de Maki Gotō dans le cadre du Hello! Project, sorti en 2007.

## Présentation
L'album sort le 19 septembre 2007 au Japon sous le label Piccolo Town, écrit et produit par Tsunku. Il atteint la 18e place du classement de l'Oricon. Il se vend à 11 727 exemplaires la première semaine, et reste classé pendant 3 semaines, pour un total de 14 996 exemplaires vendus. Il sort également en édition limitée au format "CD+DVD", avec une pochette différente et un DVD supplémentaire contenant trois clips vidéo. L'album n'est pas "numéroté" dans son titre, contrairement aux précédents et à la plupart de ceux des artistes du H!P. Il contient trois chansons sorties précédemment en singles : Glass no Pumps, Some Boys! Touch et Secret ; par contre, il ne contient pas celle du single Ima ni Kitto...In My LIFE qui les a précédé.
C'est lors du dernier concert de la tournée promotionnelle de l'album, un mois après sa sortie,  que Maki Goto annonce son départ du Hello! Project, de la maison mère Up-Front et de son label Piccolo Town. Elle signera un an plus tard avec le label Rhythm Zone de avex, avec lequel elle sortira l'album Sweet Black dans le cadre du projet "Sweet Black feat. Maki Goto" en 2009. Son prochain disque sous son seul nom, ONE, sortira sur le label avex trax en 2010, soit trois ans après How to Use Sexy. Piccolo Town sortira cependant fin 2010 une nouvelle compilation de ses anciens titres : Maki Goto Complete Best Album 2001-2007.

## Liste des titres
Toutes les chansons sont écrites et composées par Tsunku.
| 1.  | How to use Loneliness             | Tanaka Nao               | 4:32 |
| 2.  | GIVE ME LOVE                      | Egami Koutarou           | 3:59 |
| 3.  | SOME BOYS! TOUCH                  | Tanaka Nao               | 4:35 |
| 4.  | City Wind                         | Tanaka Nao               | 4:23 |
| 5.  | Nee Samishikute (ねえ 寂しくて)   | Tanaka Nao               | 4:18 |
| 6.  | Glass no Pumps (ガラスのパンプス) | Hirata Shoichiro         | 4:19 |
| 7.  | DAYBREAK                          | Ookubo Kaoru             | 5:15 |
| 8.  | Wow Suteki! (WOW 素敵!)           | AKIRA                    | 4:15 |
| 9.  | Secret (シークレット)             | Tanaka Nao               | 5:17 |
| 10. | LIFE                              | Suzuki "Daichi" Hideyuki | 5:00 |

| 1. | Glass no Pumps (Mirror ver.) (ガラスのパンプス) |  |
| 2. | SOME BOYS! TOUCH (Sexy ver.)                    |  |
| 3. | Secret (Bathroom ver.) (シークレット)           |  |